# Discalceaten
De discalceaten (Ordo Fratrum Minorum Discalceatorum, afgekort O.F.M.Disc.) waren een hervormingsbeweging binnen de franciscanen en vormden tot 1897 een onafhankelijke tak binnen de observanten.

## Ontstaan
Het ontstaan van de discalceaten is te kaderen binnen de steeds terugkerende strijd binnen de franciscaanse beweging voor armoede en terugkeer naar de oorspronkelijke strikte regels.
Johannes van Guadalupe ("Juan de Guadalupe", gestorven in 1506) was een franciscaans observant en volgeling van Johannes van Puebla ("Juan de la Puebla"). Hij was aanhanger van de allerstrengste observantie en vond de gewone observantie (die op zich een reactie was tegen een te soepele evolutie binnen de franciscanen) te beperkt. Johannes van Guadalupe wilde zijn trouw aan de oorspronkelijke Franciscus van Assisi ook uiten via zijn habijt: hij droeg een lange, spitse kap, die op oude tekeningen van Franciscus en zijn volgelingen te zien was. Verder werden de habijten hersteld met kleurrijke lappen stof. In 1496 kreeg hij van paus Alexander VI de toestemming om met zijn volgelingen volgens de strikte regel van Franciscus te gaan leven in kluizenarijen in Granada. Ze vielen rechtstreeks onder het gezag van de generale minister. Ze trokken rond om te preken. Dit deden ze zonder sandalen, blootvoets, vandaar de naam "discalceaten" of "ongeschoeiden". Ze werden eveneens guadelupenzen genoemd, naar hun stichter. Omdat ze een opvallende kap droegen, werden ze ook capuchos genoemd.
In 1499 kreeg Johannes van Guadalupe toestemming om ook conventuelen in zijn beweging op te nemen. Dit was niet vanzelfsprekend: in die tijd mocht men niet zomaar van de ene orde of observantie naar de andere overgaan. De observanten keerden zich sterk tegen de discalceaten en ijverden om hen onder hun gezag te krijgen. Na verschillende mislukte pogingen, haalden ze in 1517 hun slag thuis: de bulle Ite vos bracht de discalceaten onder bij de observanten. Ze hadden toen een custodie in het Spaanse Extremadura en een in Portugal.

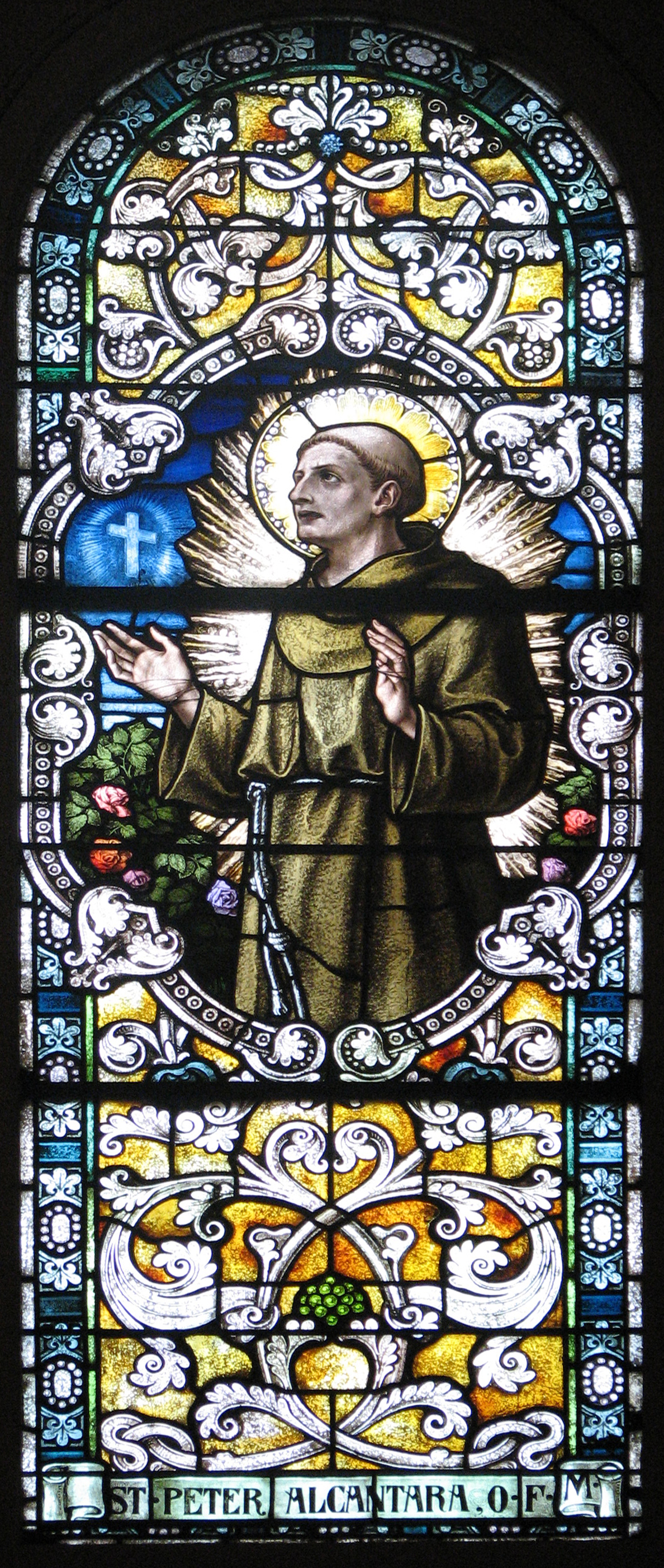
Glasraam met Petrus van Alcantara.

## Verdere ontwikkeling na 1517
Johannes Pascual ("Juan Pascual") was in 1515 toegetreden tot de discalceaten. In 1517 ging hij niet mee over naar de observanten, maar naar de conventuelen, waarbij hij toestemming kreeg om een striktere levenswijze te blijven volgen. Andere conventuelen mochten hem hierin volgen. Daarom werden ze ook hervormde conventuelen genoemd. Pascual richtte een kluizenarij op in Galicië, doch aanvankelijk zonder veel succes. In een breve van 1541 gaf paus Paulus III hem toestemming om ook observanten en leden van andere ordes aan te nemen. Dit leidde wel tot een grotere toestroom, waardoor vier kloosters konden gevormd worden. Na de dood van Pascual werd de custodie Sint-Jozef gevormd in 1553.
Belangrijk voor de ontwikkeling van de discalceaten was de toetreding van de later heilig verklaarde Petrus van Alcantara (1499-1562). Petrus van Alcantara was een observant en provinciaal van de Spaanse provincie Sint-Gabriël. Hij volgde een zeer strenge levenswijze en was de geestelijke raadsman van Theresia van Ávila. Wanneer zijn taak als provinciaal beëindigd was, wou hij zich terugtrekken en nog een strenger leven leiden, doch zijn oversten stonden hem dit niet toe. Daarom vroeg hij de paus om naar de conventuelen te mogen overgaan. Paus Paulus IV gaf het deze toestemming en stelde hem in 1557 meteen aan als commissaris generaal van de hervormde conventuelen. Hij richtte een strenge kluizenarij op in het Portugese Pedroso. De woningen werden geen eigendom van de orde, maar bleven in handen van de oorspronkelijke eigenaars. Ieder jaar boden de religieuzen de sleutels terug aan en vroegen of ze er nog een jaar langer mochten blijven wonen. De religieuzen liepen ongeschoeid, moesten veel boetepraktijken uitvoeren, mochten geen vlees of zuivel eten (tenzij bij ziekte) en herstelden gaten in hun habijt met veelkleurige stukken stof, zoals oorspronkelijk door Johannes van Gualalupe was voorgeschreven. Het lezen van boeken werd heel erg beperkt. Deze hervormde conventuelen of discalceaten werden ook alcantarijnen genoemd (Ordo Fratrum Minorum Alcantarinorum, afgekort O.F.M.Alc.), naar Petrus van Alcantara.
In 1559 werd de custodie Sint-Jozef een provincie. Tot 1563 bleven ze onder het gezag staan van de generaal van de conventuelen, maar na de dood van Petrus van Alcantara bracht paus Pius IV de discalceaten terug onder bij de observanten. Ook de Portugese capuchos-provincie van Arrábida ging over naar de observanten. Van 1542 tot 1544 had Petrus van Alcantara deze eveneens geleid. Al spoedig waren er vier discalceaten-provincies: Sint-Jozef, Sint-Gabriël, Arrábida en de Pietà. Ze behielden echter allemaal een betrekkelijke autonomie. Pogingen van verschillende pausen om ze tot meer eenheid te brengen, mislukten.
De discalceaten leverden één generale minister: Pedro Juanete de Molina. Hij werd tweemaal verkozen: van 1750 tot 1756 en van 1762 tot 1768. 
Op 4 oktober 1897 werden de discalceaten door paus Leo XIII opgeheven als onafhankelijke orde en volledig geïntegreerd met de observanten.

## Missionering
De discalceaten waren actief betrokken bij missionering. Generaal Franciscus Quinones de Angelis zond reeds in 1523 twaalf guadelupenzen van Extremadura naar Mexico (de zogenaamde "twaalf apostelen van Mexico"). In mei 1524 bereikten ze hun bestemming en werden er ontvangen door Hernán Cortés. De groep stond onder leiding van Martinus van Valencia, die in 1531 schreef dat ze al meer dan een miljoen indianen gedoopt hadden. De bekendste van de groep van twaalf was Toribius van Benavente, door de indianen Motolinia genoemd, wat "arme man" betekent.
De belangrijkste missie van de discalceaten was die naar de Filipijnen. Een grote groep discalceaten wilde naar de Salomonseilanden gaan, maar in opdracht van Filips II van Spanje trokken ze naar de Filipijnen. Ze waren de eerste orde die er een langdurige vestiging oprichtten. In 1586 werd er de provincie Sint-Gregorius opgericht. Vanuit de Filipijnen vertrokken verdere missies naar Japan, China, Tonkin en Cochin-China. De missie van de discalceaten naar Japan vertrok in 1593. Op 5 februari 1597 stierven de "martelaren van Japan" er de marteldood.
In 1630 werd Johannes van Prado (1563-1631), de provinciaal van de discalceaten in Andalusië, naar Marokko gestuurd als apostolisch prefect. Korte tijd later werd hij reeds gevangengenomen en gedood. In 1728 werd hij zalig verklaard. Ook na zijn dood bleven de discalceaten actief in Marokko. Eind 17e eeuw hadden ze kloosters te Fez, Meknes, Tétouan en Salé.

## Aantallen
Het aantal religieuzen, kloosters (huizen) en provincies dat tot de discalceaten behoorde evolueerde sterk. Onderstaande tabel geeft een overzicht van de evolutie, voor zover de gegevens gepubliceerd werden.
|             | 1585 | 1680  | 1700  | 1762  | 1862  | 1883 | 1889 |
| ----------- | ---- | ----- | ----- | ----- | ----- | ---- | ---- |
| Religieuzen |      | 5.225 | 6.569 | 7.000 | 1.000 | 955  | 858  |
| Huizen      | 100  | 310   | 340   | 430   |       |      |      |
| Provincies  | 5    | 16    | 16    | 20    |       |      |      |

## Heiligen
In de loop der eeuwen werden 9 discalceaten heilig verklaard:
- Petrus van Alcantara
- Paschalis Baylon (1540-1592), een Spaans lekenbroeder, die in 1897 werd heilig verklaard en bekendstond voor zijn eenvoud en verering voor de eucharistie.
- Petrus Baptista (ook Petrus Baptista Blásquez; 1545-1597), werd in 1583 als missionaris naar de Filipijnen gezonden en in 1593 naar Japan.[6] Daar werd hij in 1597 gekruisigd en met twee lanssteken doorboord, samen met 25 anderen.[7] Ze werden bekend als de martelaren van Japan (ook martelaren van Japoniën). In 1862 werden ze heilig verklaard; naast Baptista waren er nog 5 andere discalceaten bij.
- Franciscus Blanco, vergezelde Petrus Baptista en werd samen met hem gekruisigd
- Martinus Loynaz ab Ascensione de Aguirre, vergezelde Petrus Baptista en werd samen met hem gekruisigd
- Filippus de Casas (ook Filippus a Jesu de Las Casas), vergezelde Petrus Baptista en werd samen met hem gekruisigd
- Franciscus van Sint-Michaël (ook Franciscus a Sancto Michaele de la Parilla), vergezelde Petrus Baptista en werd samen met hem gekruisigd
- Gonzalo García (1556-1597), vergezelde Petrus Baptista en werd samen met hem gekruisigd
- Johannes Jozef van het Kruis (1654-1734), een Italiaans volgeling van Petrus van Alcantara, die een zeer streng en boetvaardig leven leidde.[8][9] Hij werd heilig verklaard in 1839

Naast heiligen tellen de discalceaten verschillende zaligen in hun rangen. De meeste daarvan waren eveneens martelaren in Japan.